# 百井盛
百井盛（日语： Sakari Momoi，1903年2月5日—2015年7月5日），日本埼玉縣埼玉市人，超級人瑞。2013年7月23日，日本最年長男性五十嵐丈吉以111歲178日死亡後當時110歲168日的百井盛成為日本在世最年長男性。2013年12月6日，經金氏世界紀錄確認後登錄。2014年8月24日塞缪尔·阿金博德·萨德拉逝世後成為日本以及全球最年長男性。
百井盛生於明治三十六年（1903年），為福島縣相馬郡石神村（今南相馬市）出身。福島師範學校畢業後，1928年娶了他的妻子百井民子，百井民子於1989年去世。成為農藝化學的教師。1948年至1951年年間曾擔任福島縣立塙高等学校（現福島縣立塙工業高等學校）首任校長，1953年至1959年曾出任埼玉縣立与野高等学校第5任校長在2013年9月的敬老之日的專訪中，他回答說「我還想多活兩年」。2015年7月5日因慢性腎衰竭於東京都病逝。

## 長壽紀錄
- 2013年7月23日，隨著五十嵐丈吉逝世，以110歲168天成为日本最長壽男性[5]。
- 2013年12月6日，經老人學研究團體金氏世界紀錄驗證後登錄為110歲以上超級人瑞名錄。
- 2014年4月24日，隨著義大利的阿圖羅·里卡沓逝世，成為全球第三年長男性。
- 2014年6月8日，隨著美國（波蘭出生）的亞歷山大·伊米奇逝世，以111歲123天成為全球第二年長男性。
- 2014年6月8日，隨著尼日利亚的塞缪尔·阿金博德·萨德拉逝世，以111歲200天成為全球最年長男性[6]、與大川美佐緒共同成為最年長男女性皆為日本人。